# ウィリー・ホーリン
ウィリー・ホーリン（Willie Jorrin、1969年11月21日 - ）は、アメリカ合衆国の男性プロボクサー。メキシコ系アメリカ人。カリフォルニア州サクラメント出身。元WBC世界スーパーバンタム級王者。

## 来歴
1993年2月12日、アメリカでプロデビュー。
1999年7月2日、24戦目でNABF北米スーパーバンタム級王者アリステッド・クレイトンに挑戦し、12回判定勝ちで王座を獲得した。
2000年9月9日、27戦目でWBC世界スーパーバンタム級王座決定戦でマイケル・ブロディと対戦し、12回判定勝ちで無敗（27戦27勝）のまま世界王座を獲得した。
2001年1月19日、防衛戦でオスカー・ラリオスと対戦し、12回判定勝ちで初防衛に成功した。
2002年2月5日、防衛戦で佐藤修と対戦し、12回判定ドローで2度目の防衛に成功した。
2002年5月、防衛戦でイスラエル・バスケスと対戦予定であったが、自身の負傷により欠場。バスケスはラリオスと暫定王座決定戦で対戦し、ラリオスが暫定王座を獲得した。
2002年11月1日、王座統一戦でオスカー・ラリオスと再戦し、1回TKO負けで王座から陥落するとともにキャリア初黒星となった。
2003年11月6日の試合を最後に引退した。

## 獲得タイトル
- 第20代WBC世界スーパーバンタム級王座（防衛2度）